# Indrasaurus
Indrasaurus es un género extinto de lagartos. El único representante conocido del género es Indrasaurus wangi. Los restos fósiles se hallaron dentro del abdomen de un espécimen fósil de microraptor, descubierto en la provincia de Liaoning, China, en 2003. El hallazgo se llevó a cabo por un equipo de paleontólogos dirigido por el profesor Jingmai O'Connor del Instituto de Paleontología y Paleoantropología de Vertebrados (IVPP), junto con investigadores del Museo Natural de Shandong Tianyu. Los científicos no reconocieron el contenido estomacal del microraptor cuando se descubrió por primera vez. En un examen más detallado por parte de los científicos en 2019, se reveló que el contenido estomacal del microraptor contenía los restos completamente ingeridos de una especie de lagarto previamente desconocida. Posteriormente, la nueva especie fue descrita y nombrada formalmente en 2019. La especie recibió su nombre del profesor Wang Yuan del IVPP, también director del Museo Paleozoológico de China en el momento de la identificación de la especie, y experto en la paleoherpetofauna del país. El nombre Indrasaurus se inspiró en una leyenda védica en la cual el dios Indra fue devorado por el dragón Vritrá durante una gran batalla (el dragón de la leyenda se equipara con el espécimen de microraptor que había engullido el espécimen de lagarto).